# Mar Menor
El Mar Menor es una albufera  del mar Mediterráneo, situada en la Región de Murcia, al sureste de España. Se trata de la albufera española de mayor extensión, disponiendo de valores medioambientales que le hacen contar con numerosas figuras de protección, incluida en la lista Ramsar. Sus especiales características lo convierten en un destino turístico de gran importancia, dentro del turismo de sol y playa. En 2019, el Mar Menor ofertaba casi la mitad de las plazas hoteleras de la región, una mayoría de ellas (60 %) situadas en La Manga del Mar Menor.
En el otoño de 2019 y verano de 2021, en el Mar Menor aparecieron toneladas de peces muertos en las orillas, debido a episodios de anoxia asociados al ecocidio o deterioro del estado ecológico de la albufera, que se encuentra gravemente afectada por un proceso de eutrofización, de sopa verde y mancha blanca.
En 2022  le fue reconocida su propia personalidad jurídica gracias a la Iniciativa Legislativa Popular (ILP) que un grupo de juristas, especialistas en medio ambiente y activistas lanzaron desde la Universidad de Murcia con el apoyo de más de quinientas treinta y nueve mil firmas. En 2025 se constituyó la Tutoría del Mar Menor, institución que engloba a los representantes públicos, privados y expertos encargados de garantizar su protección.

## Historia

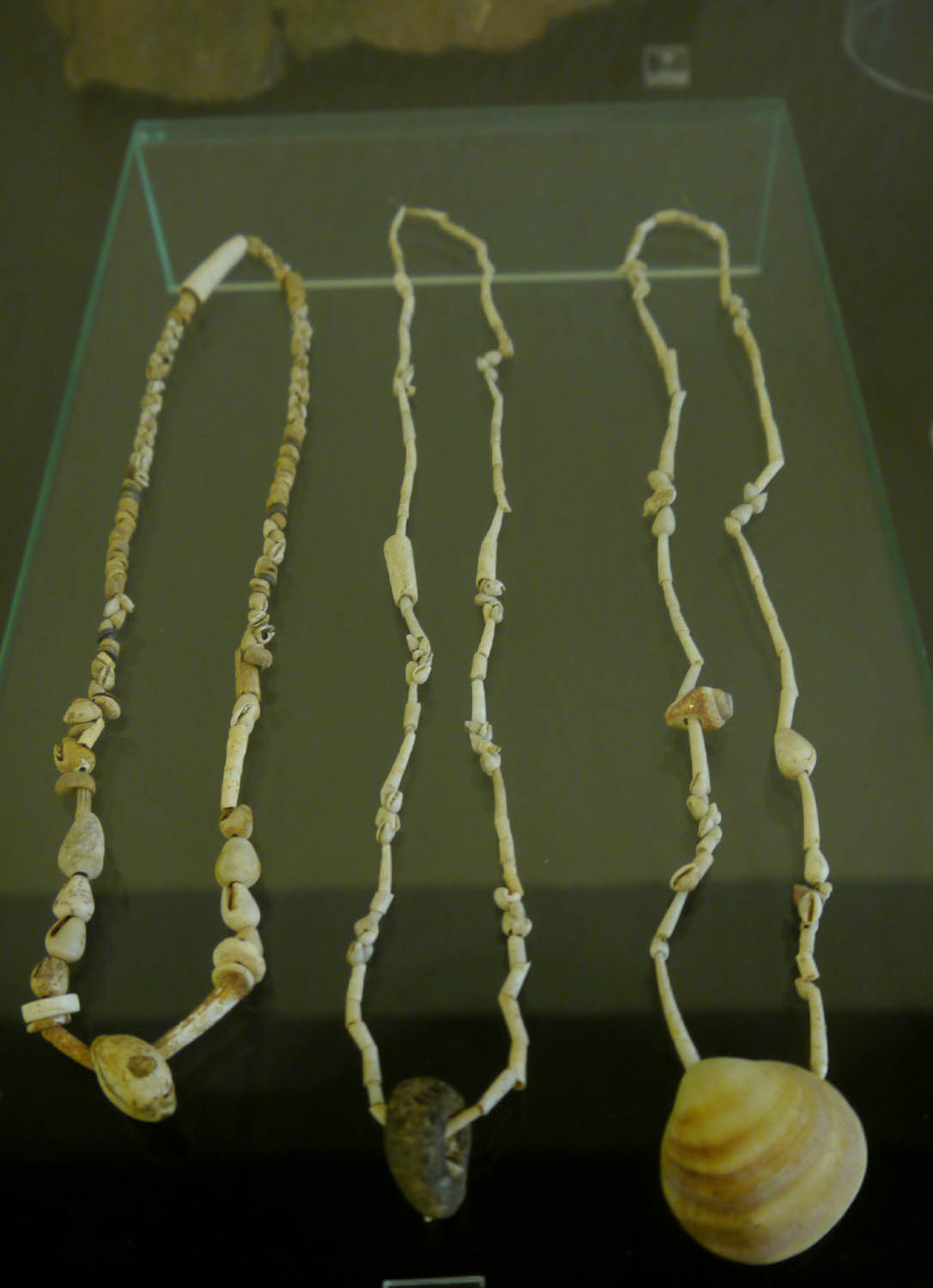
Collar del yacimiento de Las Amoladeras en el Museo Arqueológico Municipal de Cartagena.

La ocupación humana de la zona se remonta al Paleolítico; el enclave prehistórico más significativo, Las Amoladeras (datado de la Edad de Cobre) presenta chozas de planta circular y contaba con la pesca como actividad principal. En Los Nietos se situó un poblado y una necrópolis ibérica y se encontró cerámica griega. Por otra parte, se tiene mayor información sobre los asentamientos romanos y árabes. Durante la época romana el Mar Menor fue llamado Palus y albergó actividad económica centrada en la industria de salazones dedicadas a la producción del garum y el tráfico marítimo. También fue empleado como un puerto de refugio, incluyendo naves pesadas pues en ese momento la profundidad era mayor. Los árabes la denominaron Al-Buhayrat al Qsar (la Albufera del Alcázar) En los asentamientos árabes posteriores se construyeron artilugios de pesca llamadas encañizadas, cuyo único exponente actual del Mediterráneo está en San Pedro del Pinatar. Se colocaban en las golas o canales naturales que comunican el Mar Menor con el Mediterráneo. 
En el siglo XIII, cuando Alfonso X conquistó el reino de Murcia  expulsó a los hispanomusulmanes e incentivó que nobles y caballeros procedentes de Aragón, Cataluña y Murcia se asentaran en la zona. De los nombres de estas familias derivan topónimos de algunos núcleos de población como Torre-Pacheco, Roldán o Lo Pagán.
Los límites definitivos entre las Coronas de Castilla y Aragón se establecieron en 1305 con el tratado de Elche, pasando por las proximidades del Mar Menor, dando nombre a la localidad de El Mojón.
Las crónicas de la época, como el Libro de la montería, narran sobre la riqueza en la fauna y el paisaje del Mar Menor. Se conoce que la fauna era muy numerosa sobre todo cérvidos y jabalíes; la Isla del Ciervo conserva el toponímico del animal que la habitó. Sólo unos pocos pastores y pescadores ocupaban las proximidades de la albufera ante las incursiones frecuentes de los piratas berberiscos procedentes del norte de África. Para enfrentar la situación, Alfonso X dispuso en 1266 que los habitantes de Murcia serían obligados a socorrer a los vecinos del litoral ante un desembarco morisco. Los asaltados realizaban señales de humo desde las torres vigías que iban replicándose hasta llegar a la torre de la iglesia de Santa Catalina, que advertía a los murcianos de los ataques para que acudiesen a la costa. Los corsarios tomaban prisioneros y los empleaban como esclavos. Cuando se trataba de una persona con medios económicos, se pedía un rescate que solía pagarse a través de alguna orden religiosa como los Mercedarios. El pirata más conocido en las costas de Murcia fue Morato Arráez.

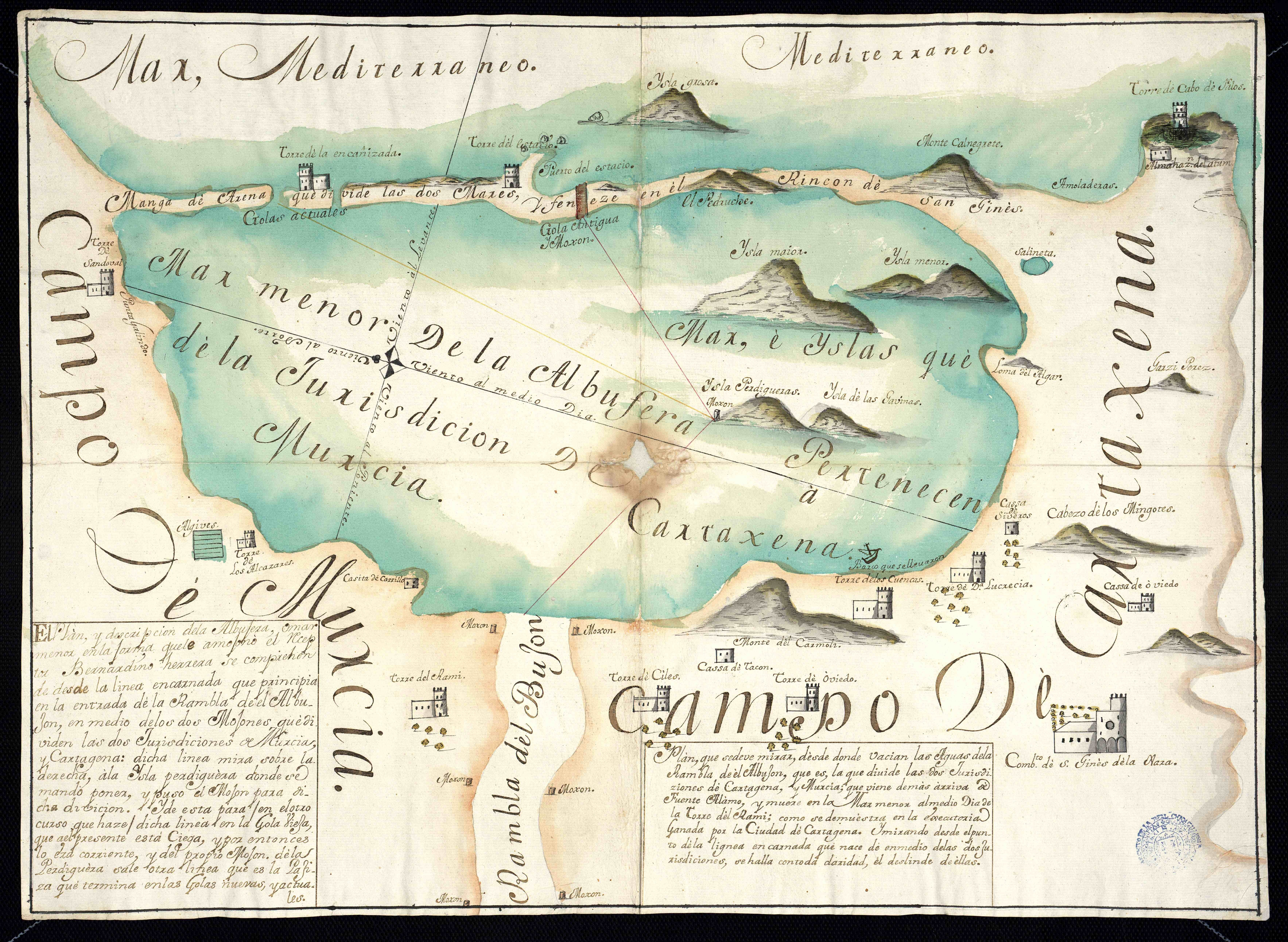
El Mar Menor, en un mapa del.

Tras la reconquista de Granada los ataques berberiscos continuaron golpeando el litoral, lo que provocó que fuera una zona despoblada por la gran inseguridad para sus habitantes por lo que Carlos V y Felipe II mandaron la construcción de tres torres vigía en La Manga y una adicional en Cabo de Palos. En La Manga levantaron una en la primera mitad del siglo XVI. Actualmente no se conservan restos de esta torre, pero los viejos pescadores todavía recuerdan dos de los cañones de bronce que la defendían de los ataques piratas.  Esta torre circular y con aljibe de lluvia se encontraba en El Estacio, fue bautizada con el nombre de San Miguel y se construyó con piedra del camino de San Ginés de Orihuela (entre la Torre de la Horadada y Dehesa de Campoamor). Por su solidez y proporciones sirvió de modelo para las que, años después, se edificaron en el litoral murciano.
En 1571 Felipe II quiso construir una fortificación de mayores dimensiones en la Isla Grosa, pero finalmente desistió por la inseguridad de la zona. A cambio se levantó la Torre de la Encañizada, de la que quedan algunos restos. Las torres del Rame (en Los Alcázares) y del Negro (cerca de Los Urrutias) se conservan hoy día.
En las inmediaciones del Mar Menor se levantó el monasterio de San Ginés de la Jara por la Orden Franciscana en el siglo XVI.
En el siglo XVII acabaron las incursiones berberiscas y la actividad pesquera en la albufera se había convertido en un lucrativo negocio que puso en disputa a los concejos de Cartagena y Murcia por su dominio, hasta el punto que los pleitos entre los pescadores de ambas ciudades tuvieron que resolverse al más alto nivel, llegándose a un límite de enfrentamiento jamás conocido, solo resuelto con la división del Mar Menor en dos zonas delimitadas.
La llegada del siglo XIX supuso la formación de dos de los principales municipios de esta comarca: San Javier   y San Pedro del Pinatar; ambos pertenecieron al concejo de la ciudad de Murcia hasta 1836. En 1862 se construyeron los faros de Islas Hormigas y el Estacio, y tres años después, el de Cabo de Palos.
La zona será, a principios del siglo XX, destino de numerosos habitantes procedentes de otras zonas de Murcia, que acudían para tomar los novenarios (nueve baños) durante el mes de agosto. Por ello se construirá en 1904 el Hotel-Balneario La Encarnación en Los Alcázares, que albergaría unos baños termales. También se construyeron por entonces numerosas residencias veraniegas de la burguesía, como la Quinta de San Sebastián, el Palacio del Barón de Benifayó (ambos en San Pedro del Pinatar), el Chalet Barnuevo en Santiago de la Ribera o la Casa del Barón en plena isla del Barón.  
En 1927 se comenzó a construir una base aeronaval en Santiago de la Ribera para proteger estratégicamente a la flota establecida en el puerto de Cartagena. La construcción de la base llevó varios años. En 1943 la base aérea de San Javier se convirtió en sede de la Academia General del Aire. También se puso en marcha en 1929 el Aeropuerto de Murcia-San Javier que es una base aérea militar del Ejército del Aire y del Espacio que estuvo abierta al tráfico civil como aeropuerto público gestionado por Aena hasta el 14 de enero de 2019.
En el siglo XX se produce la urbanización de La Manga del Mar Menor. En 1956 Tomás Maestre Aznar, abogado y empresario,  logró convencer a su tío Tomás Maestre Zapata para que le vendiese el conjunto de sus derechos en La Manga Norte y tras diversos litigios con otros familiares y con José Celdrán, propietario de La Manga Sur, lograría hacerse con la totalidad del cordón litoral.
En 1956, la autarquía había llevado a España a la ruina económica. Para evitar la bancarrota, el régimen franquista dio paso a los llamados ‘tecnócratas’ que impulsaron el Plan de Estabilización de 1959 del cual resultó la promulgación de la Ley de Centros y Zonas de Interés Turístico Nacional de 1963. 
Una vez consolidado su dominio sobre la zona y con el capital que había logrado reunir, inició las primeras pesquisas urbanísticas en esta franja de terreno. En 1961, Maestre comienza a trabajar en un proyecto que contó con el apoyo de los ayuntamientos de San Javier y Cartagena, a los que pertenece La Manga, y la Delegación de Turismo en Murcia. El espaldarazo a su promoción fue la visita, a principios de 1963, del ministro de Turismo, Manuel Fraga.
En 1963 la zona pasa a convertirse en Centro de Interés Turístico, pierde cualquier tipo de protección y Maestre, solucionados los aspectos financieros y de suministro de agua, inicia las obras de la urbanización de Los Cubanitos, Hotel Entremares —el primero de los hoteles, construido en 1966— y Galúa, así como búngalos. Gracias a sus contactos en los círculos franquistas, el promotor consiguió que La Manga pasase a ser beneficiaria de créditos blandos del Estado por más de 11.000 millones de pesetas entre 1966 y 1975.
A mediados de la década de los 70 del siglo XX en el contexto de la crisis económica conocida como la crisis del petróleo de 1973,  el modelo turístico concebido no se lleva a cabo ocasionando la partición de las tierras y la atomización de las iniciativas entre numerosos empresarios.
Los Alcázares se segregó de San Javier y Torre Pacheco en 1983. 
Con la llegada de la democracia el Congreso de los diputados había aprobado la Ley de Costas de 1988, que declaraba “dominio público no urbanizable” los cien metros de costa desde la línea del mar. El conflicto entre promotores, comunidad autónoma y los ayuntamientos de Cartagena y San Javier estaba asegurado.
Al final se ha producido un urbanismo sin control que ha hecho desaparecer playas y que ha tenido nefastas consecuencias en lo medioambiental: se produjeron vertidos de aguas fecales descargados durante años y un aumento de la presión turística. Además entre 1974 y 1975 para que pudieran entrar barcos más grandes al puerto deportivo Tomás Maestre, se amplió el canal del Estacio que provocó la disminución de la salinidad del Mar Menor y que especies del Mediterráneo colonizaran la albufera. También se produjo la desecación de espacios de la albufera y se han perdido espacios pesqueros.

## Figuras de protección

### Convenio de Ramsar
La albufera y sus humedales periféricos han sido designados por las Naciones Unidas como Zona Especialmente Protegida de Importancia para el Mediterráneo (Convenio de Barcelona). Se trata del humedal RAMSAR número 706.

### Espacios protegidos

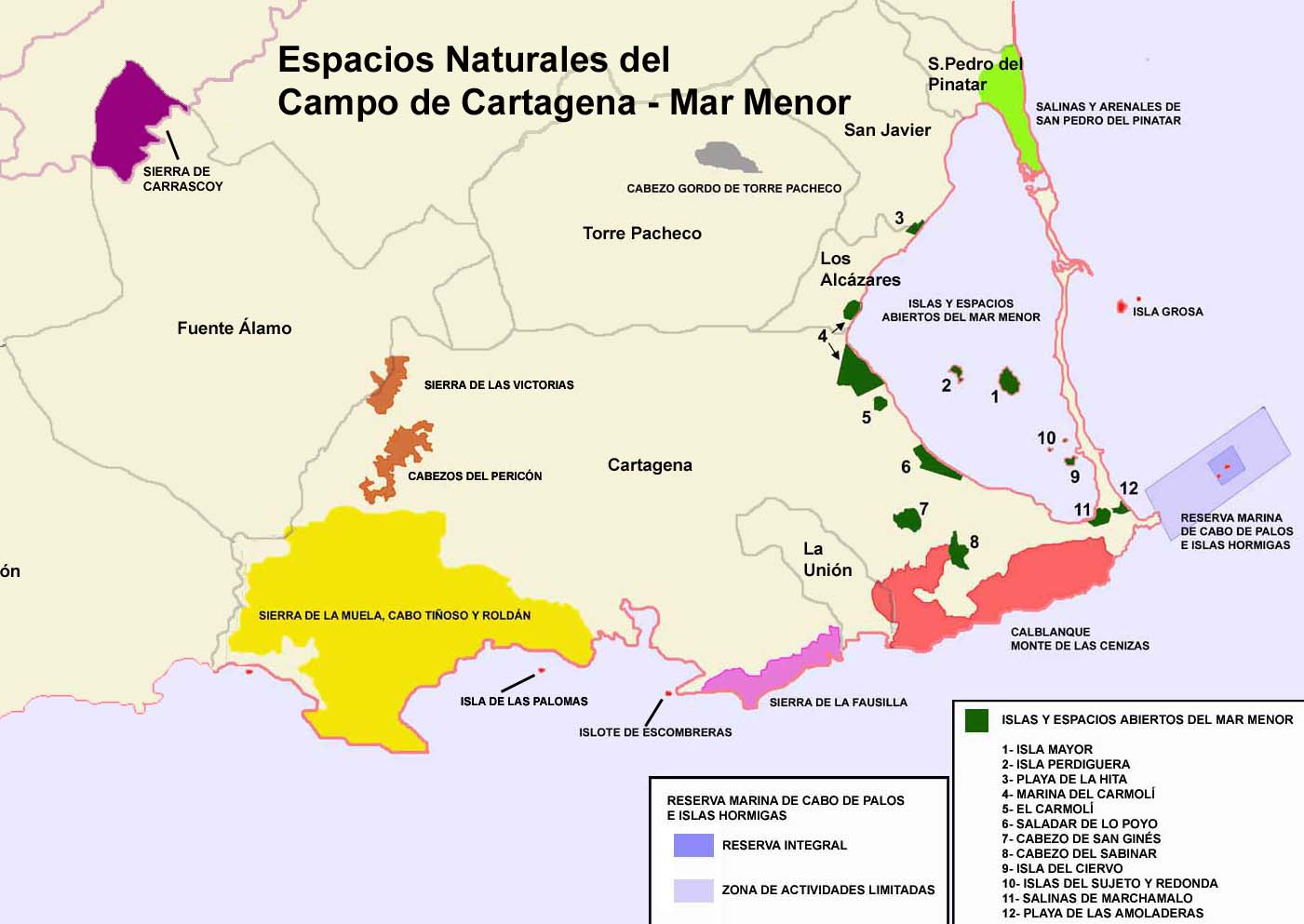
Espacios naturales protegidos del Campo de Cartagena y del Mar Menor.

- Salinas y Arenales de San Pedro del Pinatar: Al norte de La Manga del Mar Menor, en el municipio de San Pedro del Pinatar. Protegido como Parque natural y ZEPA

- Espacios abiertos e islas del Mar Menor: Se protegen dentro de este espacio las cinco islas volcánicas de la albufera: La isla Perdiguera, la Isla Mayor o del Barón, la isla del Ciervo, la isla Redonda o Redondella, y la Isla del Sujeto, así como los espacios del saladar de Lo Poyo, el Carmolí (tanto el Cabezo como la marina), la playa de La Hita, el Cabezo de San Ginés y las salinas de Marchamalo. Espacios protegidos como parque natural. Municipios de Cartagena, Los Alcázares y San Javier.

- La isla Grosa que comparte el mismo origen volcánico que las islas interiores del Mar Menor, también queda protegida dentro del Parque natural de Islas e Islotes del Litoral Mediterráneo

## Geografía
Se trata de una albufera, ya que la diferencia de esta con una laguna costera o laguna litoral se encuentra en que el Mar Menor está en comunicación permanente con el mar Mediterráneo por diversos canales o golas, mientras las lagunas litorales están aisladas.
De forma semicircular, el Mar Menor está separado del mar Mediterráneo por una franja de arena de 22 km de longitud y de entre 100 y 1200 m de ancho, denominada La Manga del Mar Menor. En su perímetro litoral cuenta con 73 km de costa, en la que se van sucediendo playas de aguas antes transparentes (desde mediados de la década de 2010, con turbidez variable) y poco profundas (la profundidad máxima no es superior a 7 m), y tiene 135 km² de superficie.
En su zona sur se encuentran cinco islas o islotes de origen volcánico: tres son las llamadas islas mayores: isla Perdiguera, isla Mayor o del Barón e isla del Ciervo; y dos islas menores: isla Redonda o Rondella e isla del Sujeto.

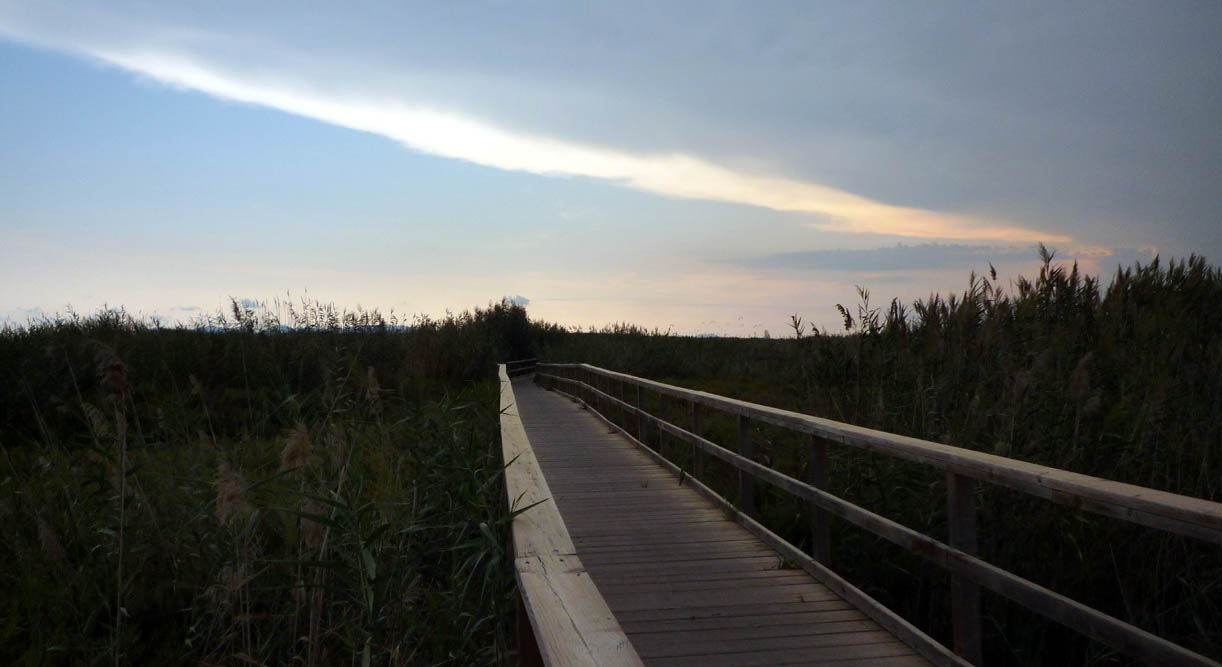
Espacio protegido de la Playa de La Hita.
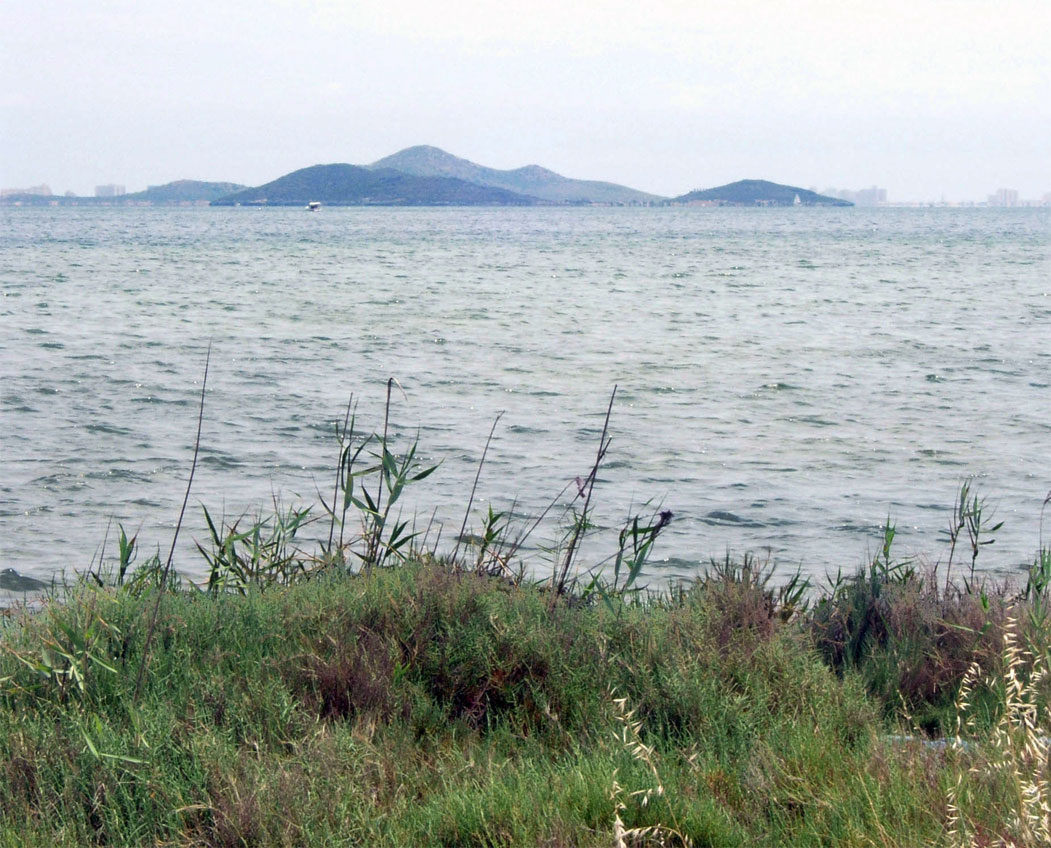
Vista de las islas Perdiguera y Mayor.
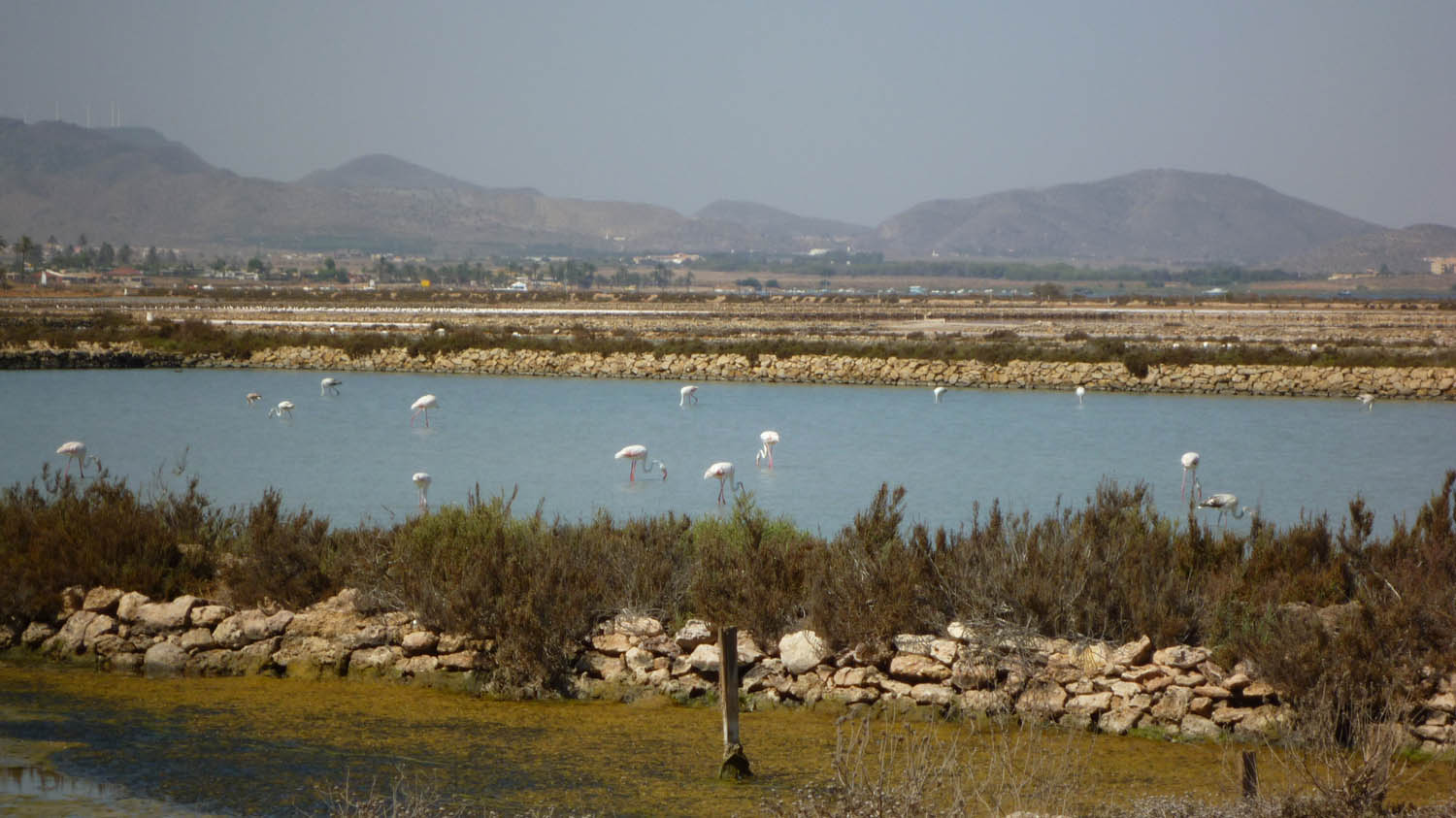
Flamencos rosas en las salinas de Marchamalo.
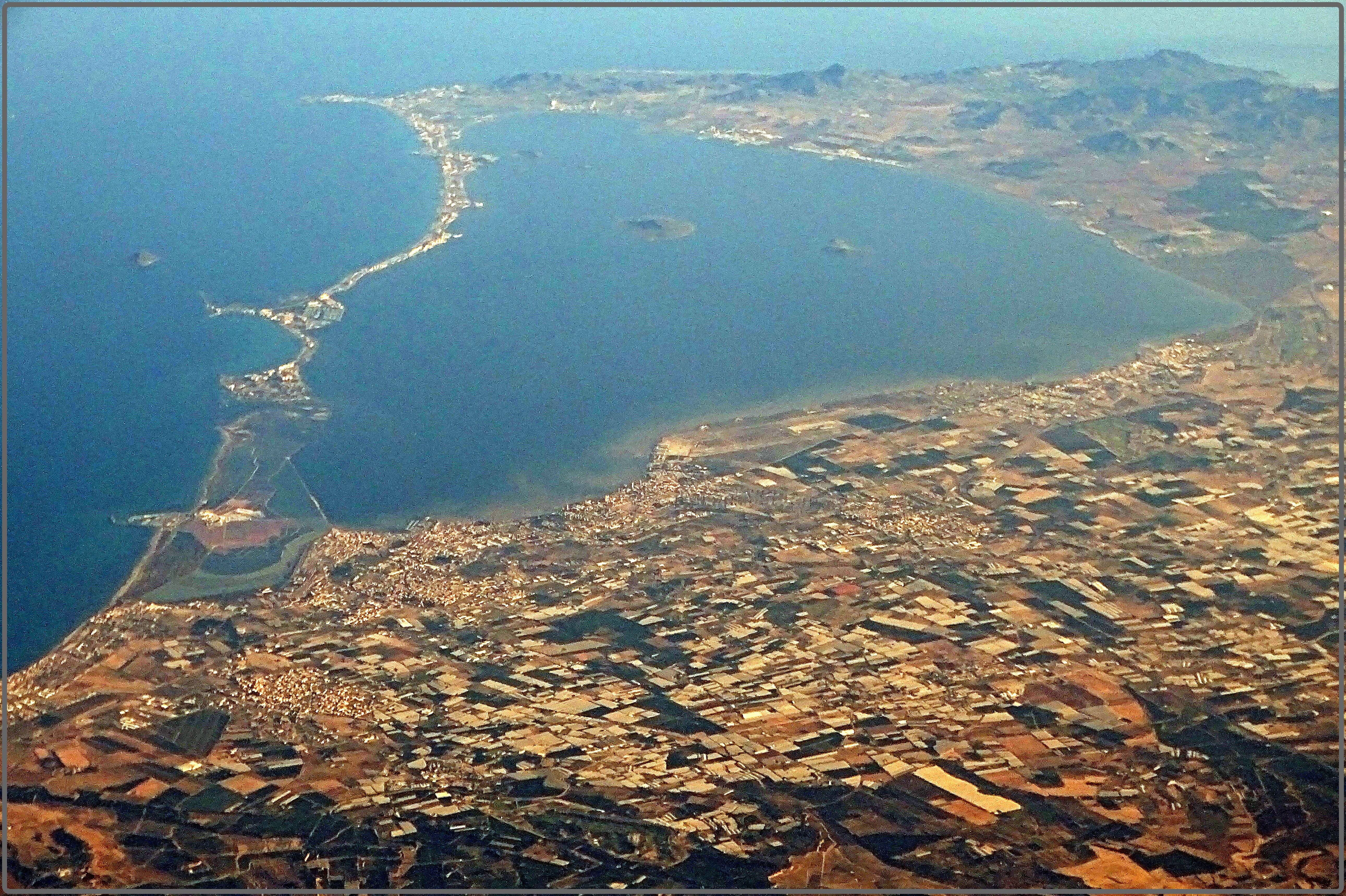
Vista aérea desde el Norte

### Espacios urbanos turísticos
De norte a sur las costas que baña el Mar Menor pertenecen a los municipios de San Pedro del Pinatar (poblaciones de Lo Pagán y Los Cuarteros), San Javier (población de Santiago de la Ribera y parte norte y central de La Manga), Los Alcázares y Cartagena (poblaciones de El Carmolí, Los Urrutias, Los Nietos, Islas Menores, Mar de Cristal, Playa Honda, Playa Paraíso y parte sur de La Manga), siendo el municipio con más extensión de costa del Mar Menor.
Es decir, los espacios urbanos turísticos son:
- La Manga
- Cabo de Palos
- Playa Honda- Playa Paraíso
- Mar de Cristal-Islas Menores
- Los Nietos
- Estrella de Mar-La Perla
- Los Urrutias
- Punta Brava-El Carmolí
- Los Alcázares
- Los Nietos
- Santiago de la Ribera
- Lo Pagán
- El Mojón, ya en el Mediterráneo.

### Clima
El Mar Menor disfruta de un clima mediterráneo seco que corresponde en la clasificación climática de Köppen al código BSk. Con una temperatura media anual que se sitúa entre 17−18 °C, los inviernos son suaves y los veranos calurosos, con temperaturas que oscilan entre los 16 °C y los 5 °C de enero y los 30 °C y los 21 °C de agosto, y aunque las temperaturas extremas son moderadas por la influencia marítima y el régimen de brisas, ocasionalmente pueden acercarse a los 40 °C en verano y descender de los 0 °C en inverno. Los valores extremos absolutos en el Aeropuerto de San Javier, al norte de la albufera, oscilan entre los 40,5 °C de máxima registrados el día 12 de julio de 1961, y los −5,4 °C registrados el día 26 de diciembre de 1970.
Respecto a las precipitaciones, los acumulados medios anuales se sitúan por encima de los 300 mm, concentrándose normalmente en pocos días, principalmente en invierno, primavera y sobre todo otoño, pudiendo ser torrenciales en situaciones de gota fría, con valores superiores a los 100 mm en menos de 24 horas, ocasionando riadas e inundaciones.  La precipitación máxima en un día es de 330 mm, registrados el 4 de noviembre de 1987 en el Aeropuerto de San Javier. La nieve, extraordinariamente rara, puede sin embargo caer en situaciones excepcionales de entrada fría. Enero de 1957 registró hasta 2 días de nieve, y el 27 de enero de 2005, la nieve cubrió Cabo de Palos y las playas de La Manga. 
El viento sopla normalmente de componente estenoreste en primavera y sobre todo verano, gracias a la importante influencia de la brisa marina, que además sirve para moderar las temperaturas máximas durante el verano. El otoño es una época de transición, sin el claro dominio de ningún rumbo. Y a finales de otoño y durante el invierno el viento gira a componente oeste. La máxima racha de viento, registrada el 28 de enero de 1951 en el Aeropuerto de San Javier, es de 134 km/h.
Respecto a la insolación anual, el Aeropuerto de San Javier registra una media de 2621 horas de sol al año.
| Parámetros climáticos promedio de Aeropuerto de San Javier (4 m s. n. m.) (1981-2010) | Parámetros climáticos promedio de Aeropuerto de San Javier (4 m s. n. m.) (1981-2010) | Parámetros climáticos promedio de Aeropuerto de San Javier (4 m s. n. m.) (1981-2010) | Parámetros climáticos promedio de Aeropuerto de San Javier (4 m s. n. m.) (1981-2010) | Parámetros climáticos promedio de Aeropuerto de San Javier (4 m s. n. m.) (1981-2010) | Parámetros climáticos promedio de Aeropuerto de San Javier (4 m s. n. m.) (1981-2010) | Parámetros climáticos promedio de Aeropuerto de San Javier (4 m s. n. m.) (1981-2010) | Parámetros climáticos promedio de Aeropuerto de San Javier (4 m s. n. m.) (1981-2010) | Parámetros climáticos promedio de Aeropuerto de San Javier (4 m s. n. m.) (1981-2010) | Parámetros climáticos promedio de Aeropuerto de San Javier (4 m s. n. m.) (1981-2010) | Parámetros climáticos promedio de Aeropuerto de San Javier (4 m s. n. m.) (1981-2010) | Parámetros climáticos promedio de Aeropuerto de San Javier (4 m s. n. m.) (1981-2010) | Parámetros climáticos promedio de Aeropuerto de San Javier (4 m s. n. m.) (1981-2010) | Parámetros climáticos promedio de Aeropuerto de San Javier (4 m s. n. m.) (1981-2010) |
| Mes                                                                                   | Ene.                                                                                  | Feb.                                                                                  | Mar.                                                                                  | Abr.                                                                                  | May.                                                                                  | Jun.                                                                                  | Jul.                                                                                  | Ago.                                                                                  | Sep.                                                                                  | Oct.                                                                                  | Nov.                                                                                  | Dic.                                                                                  | Anual                                                                                 |
| ------------------------------------------------------------------------------------- | ------------------------------------------------------------------------------------- | ------------------------------------------------------------------------------------- | ------------------------------------------------------------------------------------- | ------------------------------------------------------------------------------------- | ------------------------------------------------------------------------------------- | ------------------------------------------------------------------------------------- | ------------------------------------------------------------------------------------- | ------------------------------------------------------------------------------------- | ------------------------------------------------------------------------------------- | ------------------------------------------------------------------------------------- | ------------------------------------------------------------------------------------- | ------------------------------------------------------------------------------------- | ------------------------------------------------------------------------------------- |
| Temp. máx. abs. (°C)                                                                  | 26.2                                                                                  | 27.8                                                                                  | 30.0                                                                                  | 32.0                                                                                  | 34.5                                                                                  | 36.9                                                                                  | 40.5                                                                                  | 40.0                                                                                  | 38.0                                                                                  | 35.5                                                                                  | 30.0                                                                                  | 27.0                                                                                  | 40.5                                                                                  |
| Temp. máx. media (°C)                                                                 | 16.0                                                                                  | 16.7                                                                                  | 18.5                                                                                  | 20.4                                                                                  | 22.9                                                                                  | 26.4                                                                                  | 28.9                                                                                  | 29.5                                                                                  | 27.5                                                                                  | 24.0                                                                                  | 19.8                                                                                  | 17.6                                                                                  | 22.3                                                                                  |
| Temp. media (°C)                                                                      | 10.8                                                                                  | 11.6                                                                                  | 13.4                                                                                  | 15.3                                                                                  | 18.4                                                                                  | 22.2                                                                                  | 24.8                                                                                  | 25.5                                                                                  | 23.2                                                                                  | 19.4                                                                                  | 14.9                                                                                  | 11.9                                                                                  | 17.6                                                                                  |
| Temp. mín. media (°C)                                                                 | 5.5                                                                                   | 6.5                                                                                   | 8.4                                                                                   | 10.2                                                                                  | 13.8                                                                                  | 17.9                                                                                  | 20.7                                                                                  | 21.5                                                                                  | 18.9                                                                                  | 14.7                                                                                  | 10.0                                                                                  | 6.8                                                                                   | 12.9                                                                                  |
| Temp. mín. abs. (°C)                                                                  | -3.8                                                                                  | -4.0                                                                                  | -3.0                                                                                  | 1.0                                                                                   | 4.8                                                                                   | 9.5                                                                                   | 11.0                                                                                  | 12.0                                                                                  | 7.9                                                                                   | 4.0                                                                                   | -1.5                                                                                  | -5.4                                                                                  | -5.4                                                                                  |
| Precipitación total (mm)                                                              | 42                                                                                    | 27                                                                                    | 24                                                                                    | 23                                                                                    | 25                                                                                    | 7                                                                                     | 2                                                                                     | 7                                                                                     | 39                                                                                    | 39                                                                                    | 47                                                                                    | 30                                                                                    | 313                                                                                   |
| Días de precipitaciones (≥ 1 mm)                                                      | 4                                                                                     | 3                                                                                     | 3                                                                                     | 3                                                                                     | 3                                                                                     | 1                                                                                     | 0                                                                                     | 1                                                                                     | 3                                                                                     | 4                                                                                     | 4                                                                                     | 4                                                                                     | 33                                                                                    |
| Horas de sol                                                                          | 173                                                                                   | 171                                                                                   | 206                                                                                   | 224                                                                                   | 266                                                                                   | 288                                                                                   | 307                                                                                   | 283                                                                                   | 224                                                                                   | 200                                                                                   | 162                                                                                   | 156                                                                                   | 2621                                                                                  |
| Fuente: Agencia Estatal de Meteorología                                               |                                                                                       |                                                                                       |                                                                                       |                                                                                       |                                                                                       |                                                                                       |                                                                                       |                                                                                       |                                                                                       |                                                                                       |                                                                                       |                                                                                       |                                                                                       |

## Cuenca
La cuenca del Mar Menor está integrada por:
1. La unidad biogeográfica constituida por un gran plano inclinado de 1.600 km² con dirección noroeste-sureste, limitado al norte y noroeste por las últimas estribaciones orientales de las cordilleras Béticas constituidas por las Sierras Pre-litorales (Carrascoy, Cabezos del Pericón y Sierra de los Victorias, El Puerto, Los Villares, Columbares y Escalona), y al sur y suroeste por sierras litorales (El Algarrobo, Sierra de la Muela, Pelayo, Gorda, Sierra de La Fausilla y la sierra minera de Cartagena-La Unión, con sus últimas estribaciones en el cabo de Palos), e incluyendo la cuenca hídrica y sus redes de drenaje (ramblas, cauces, humedales, criptohumedales, etc.).
2. El conjunto de los acuíferos (Cuaternario, Plioceno, Messiniense y Tortoniense) que pueden afectar a la estabilidad ecológica de la laguna costera, incluyendo la intrusión de agua marina mediterránea.

La mayor parte de ella, se corresponde con la comarca del campo de Cartagena y la comarca del Mar Menor, y una pequeña parte en la Vega Baja del Segura de la provincia de Alicante, situada después de la rambla y río naturales que constituyen el río Nacimiento y el río Seco por las que se evacuan al mar las escorrentías de la Sierra de Escalona–Dehesa de Campoamor.  La cuenca del río Nacimiento se encuentra sobre dos masas de agua subterráneas (MAS), a saber, la MAS 070.052 “Campo de Cartagena” en su curso alto y la MAS 070.053 “Cabo Roig” hacia la desembocadura.

### Ramblas
Las ramblas que desembocan en el Mar Menor son, de norte a sur:
- Rambla de Cobatillas y Barranco del Agua, parten de la vertiente sur de las sierras de Altaona y Escalona, desembocando en el núcleo urbano de San Javier. Sus cauces están más definidos en sus inicios, volviéndose más difusos en todo su tramo final.
- Rambla de Los Alcázares o Rambla de La Maraña.
- Rambla del Albujón (también denominada de Corvera y de Fuente Álamo), a la que llega cerca de su final el canal de escorrentía D7, por lo que ha acabado convirtiéndose en un río artificial (corriente continua de agua que vierte 500 litros por segundo al Mar Menor, con agronitratos).
- Rambla de la Señora, procedente de El Jimenado, se ha hecho desembocar en la Rambla del Albujón.
- Rambla de San Cayetano, en Torre-Pacheco.
- Rambla de Miranda. La cuenca de esta rambla se ubica al sur de la del Albujón, con un cauce de  aproximadamente 10 km de largo que se inicia al norte del núcleo urbano de Cartagena y desembocando  en las antiguas salinas del Carmolí. Además, recibe también aguas provenientes del Barranco del Miedo, con origen en el núcleo urbano de La Unión. Tiene un pequeño caudal permanente en su tramo final.
- Rambla del Miedo. La Rambla del Miedo, mientras avanza entre la vegetación, va depositando los residuos mineros cargados de metales pesados que arrastra desde las antiguas explotaciones de la Sierra Minera de La Unión. La Rambla atraviesa la Autovía de La Manga y la N-332 y pasa asimismo por El Algar.
- Rambla de Las Matildes y Rambla del Beal. Ambas provienen de la Sierra Minera de Cartagena-La Unión, siendo sus principales canales de drenaje y, por lo tanto, principal entrada de metales pesados al Mar  Menor. Tras discurrir en paralelo, desembocan entre los núcleos urbanos de Los Urrutias y Los Nietos, en la urbanización Estrella del Mar, la Rambla de Las Matildes, y al norte de las antiguas salinas de Lo Poyo la rambla del Beal.
- Rambla de Ponce y Rambla de la Carrasquilla.[29] Son las ramblas ubicadas más al sur, con recorridos cortos de no más de 7 km desde el Llano del Beal y Atamaría (cerca de La Manga Club Resort), respectivamente. También drenan la Sierra Minera y desembocan al norte y sur del núcleo urbanos de Los Nietos (Cartagena).
- Rambla de la Peraleja (vierte aproximadamente a la altura del Aeropuerto).
- Rambla de Casas Blancas y Rambla de La Sala: en 2016, las ramblas desbordadas de La Maraña, Casas Blancas, La Sala y Cobatillas dirigieron con fuerza hacia los cascos urbanos de Los Alcázares y San Javier corrientes de agua y barro. Debido a la magnitud de la inundación tuvo que intervenir la Unidad Militar de Emergencias (UME).

### Acuífero
El Mar Menor cuenta con el Acuífero del Campo de Cartagena, cuya capa superior se denomina Cuaternario.

## Fondos y pradera marítima
El mapa de tipos de naturaleza de fondos del Mar Menor, muestra la típica distribución de fondos de sedimentos arenosos en las partes periféricas someras (playas o similares), y los sedimentos fangosos negros ocupando la amplia cubeta central (la inmensa parte central del Mar Menor).  Los sedimentos fangosos son grandes depósitos de nutrientes (N y P), y son una fuente importante de emisión de agronitratos y fosfatos hacia la columna de agua, siendo por tanto, un elemento crucial para explicar el balance de nutrientes del Mar Menor, pero también la dinámica de las comunidades fitoplanctónicas.
Los sustratos duros (grava/roca y mixtos) son los que menos superficie ocupan, y se distribuyen sobre todo frente a la zona de Lo Pagán- Santiago de la Ribera y Los Alcázares- Los Nietos.
En la zona sur, se diferencian claramente una extensión de limos, que coincide claramente con las áreas de mayores concentraciones de metales pesados en los sedimentos, lo que indica la elevada influencia en esta zona del transporte de sedimentos procedentes de la Sierra Minera de La Unión, a través de las ramblas del Beal, de Ponce y de la Carrasquilla.

### Pradera marina

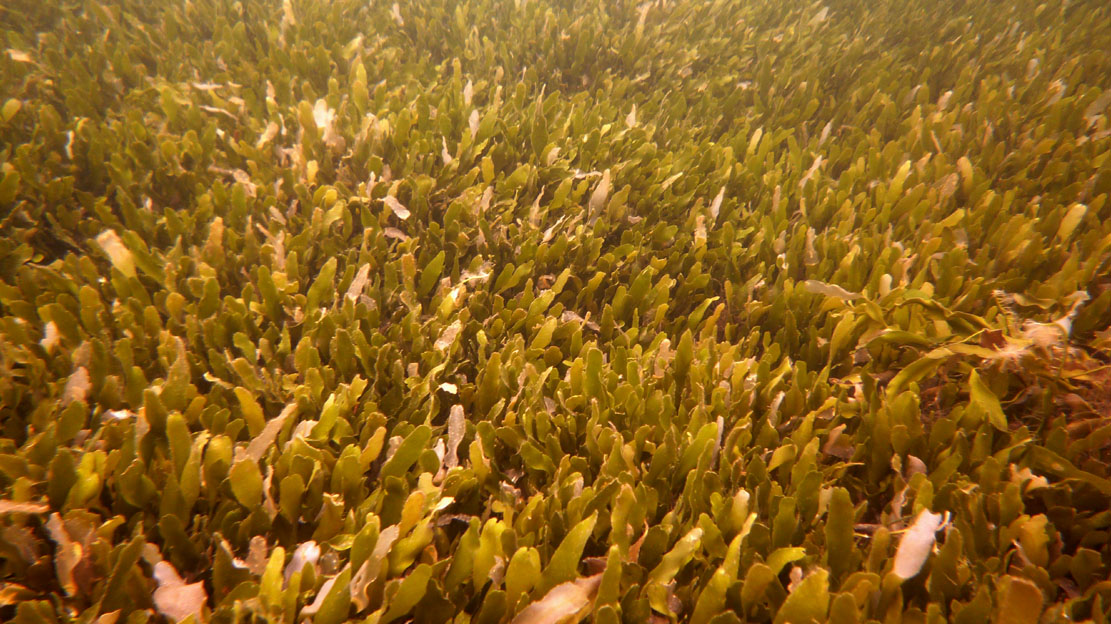
Caulerpa prolifera

Componen la pradera marina del Mar Menor, las siguientes algas, yerbas y plantas:
- Espermatofitas o fanerógamas:
  - Cymodocea nodosa.
  - Ruppia cirrhosa
- Algas verdes:
  - Caulerpa prolifera, especie invasora.
  - Acetabularia acetabulum
  - A. calyculus
  - Dasycladus vermicularis
  - Cladophora glomerata (alga filamentosa verde), por exceso en el equilibrio de nitratos-fosfatos o por exceso de amoniaco.
  - Batophora
- Algas pardas:
  - Cystoseira sp
- Algas rojas:
  - Jania rubens
  - Laurencia obtusa

## Animales y pesca
- Aves
  - Gaviota de Audouin (Ichthyaetus audouinii)
  - Gaviota picofina (Chroicocephalus genei)
- Medusas
  - Medusa huevo frito (Cotylorhiza tuberculata)
  - Aguamala, aguamar o acalefo azul (Rhizostoma pulmo)
  - Medusa común o medusa luna (Aurelia aurita)
- Moluscos bivalvos
  - Nacra (Pinna nobilis)
- Cefalópodos
  - Choco, jibia o sepia (Sepia officinalis)
- Artrópodos
  - Langostinos
- Peces
  - Anguila (Anguilla anguilla)
  - Chirrete (Atherina boyeri)
  - Caballito de mar, de hocico largo (Hippocampus guttulatus), incluido en la Lista Roja de Especies Amenazadas de la UICN en 2016 (como Datos Insuficientes).
  - Dorada (Sparus aurata)
  - Fartet (Aphanius iberus)
  - Gobio (Gobio gobio y Gobius niger, este último también conocido como zorro.)
  - Lubina (Dicentrarchus labrax)
  - Mújol (Mugil cephalus)
  - Magre (Lithognathus mormyrus)
  - Salpa (Sarpa salpa)

### Pesca
Las especies capturadas tradicionalmente en la pesca profesional son:
- Boquerón o anchoa (Engraulis encrasicolus)
- Anguila (Anguilla anguilla)
- Raspallón (Diplodus annularis)
- Pejerrey (Atherina boyeri)
- Chucleto (Atherina hepsetus)
- Chanquete (Aphia minuta)
- Dorada (Sparus aurata)
- Lenguado europeo (Solea solea)
- Lenguado senegalés o lenguado rubio (Solea senegalensis)
- Mugil (Mugil cephalus)
- Lubina o róbalo (Dicentrarchus labrax)
- Herrera (Lithognathus mormyrus)
- Salmonete de fango (Mullus barbatus)
- Camarón (Crangon sp.)
- Cangrejo azul (Callinectes sapidus)
- Langostino mediterráneo (Melicertus kerathurus).

En la actualidad, continua principalmente el de la dorada.
Las encañizadas se encuentran entre el Mar Menor y el Mediterráneo, siendo un sistema de pesca tradicional.

## Problemas medioambientales
El equilibrio del ecosistema del Mar Menor es extremadamente frágil. A pesar de que en 1987 se aprobó una ley para proteger la albufera y su entorno, su falta de aplicación y su anulación en 2001 ha provocado que se hayan agravado extraordinariamente los problemas medioambientales de este espacio natural por las siguientes razones:
- Una «mediterraneización» de las aguas del Mar Menor:[39] El ensanche y dragado del canal del Estacio en 1973 para permitir el paso de embarcaciones del Mediterráneo al interior de la albufera, más concretamente al puerto deportivo de Tomas Maestre,[17][40] quien se comprometió con el ministro de obras públicas en el año 1979 a restituir el daño realizado y así cumplir con la ley de costas que dice que todo debe ser devuelto a su estado natural cosa que nunca cumplió, alteró radicalmente los índices de salinidad y la temperatura de las aguas.[41]

- Colmatación de la albufera (pérdida de superficie y profundidad) por arrastre de sedimentos con metales pesados procedentes de la actividad minera[42][43] en la cercana Sierra minera de Cartagena-La Unión y por la deforestación a través de las ramblas que desembocan en el Mar Menor. El Ministerio para la Transición Ecológica, a través de la Confederación Hidrográfica del Segura, prevé una serie de proyectos de restauración hidrológico-forestal para la reducción del riesgo de inundación y la mejora ambiental de la ramblas de Las Matildes, la del Beal, el Barranco de Ponce y la rambla de la Carrasquilla con el objetivo de retener los sedimentos acompañados de metales pesados procedentes de las balsas y escombreras de la Sierra Minera antes de que entren en el Mar Menor.[44]

- Contaminación producida por nutrientes principalmente agronitratos,[45] procedentes de la expansión de la agricultura de regadío intensivo en el entorno de la laguna y arrastrados por medio de las ramblas y, en menor medida, llegada por aportes subterráneos desde el acuífero del Campo de Cartagena (acuífero oficialmente contaminado por nitratos desde 2001) lo que provoca un aumento de la concentración de materia orgánica, sobre todo fitoplancton (microalgas) por lo que se aceleran los procesos de eutrofización.[46][47][48][49] En la primavera y verano de 2016, un enorme crecimiento del fitoplancton tiñó las aguas en lo que desde entonces se conoció como «sopa verde», que impidió que la luz llegara al fondo excepto en las orillas y causando con ello la muerte del 85 % de sus praderas marinas.[50][51] Con un criterio negacionista surgió la Fundación Ingenio que niega los informes científicos achacando la eutrofización del Mar Menor a las aguas residuales de los ayuntamientos ribereños como los causantes de la contaminación y eximiendo de responsabilidad a la agricultura intensiva.[52][53]
- Vertidos de aguas de escorrentía agrícola (saturadas de nitratos) procedentes de los municipios costeros, sobre todo a través de la denominada Rambla del Albujón.[54][55]

- Saturación urbanística de las costas y alteración de las condiciones naturales por construcción de caminos, dragados de puertos, canales, restauración artificial de playas e infraestructuras relacionadas con el turismo.[56][17]

- Contaminación por hidrocarburos procedentes de las embarcaciones a motor y remoción de fondos por las más veloces, como las motos de agua.

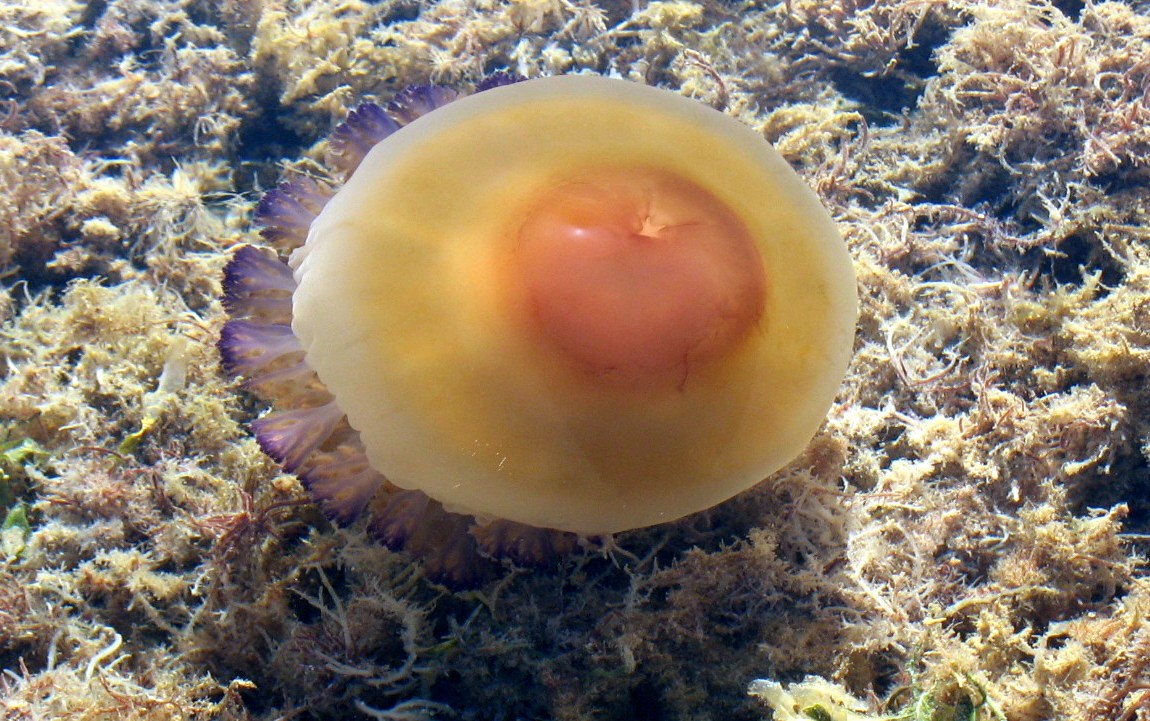
Cotylorhiza tuberculata, una de las medusas que devoran en el Mar Menor, el fitoplancton causado por los nitratos.

- Cambios en los ecosistemas. Estos cambios en las condiciones ambientales de la albufera ha provocado enormes cambios en los ecosistemas, especies y recursos pesqueros.  Han desaparecido, o se han reducido extraordinariamente, especies anteriormente frecuentes, algunas de gran valor económico como la anguila o el langostino y otras como el caballito de mar y se han extendido masivamente otras como el alga Caulerpa prolifera,[57] que tapiza ya el 95 % de los fondos arenosos y las medusas Rhizostoma pulmo y Cotylorhiza tuberculata que han llegado a convertirse en algunos años en una aparente plaga de millones de individuos, pero que sin embargo filtraban el agua reduciendo el fitoplancton y amortiguando la eutrofización, de la cual eran síntoma.[58][59]

- Especies invasoras.[60] Desde la apertura del canal del Estacio y la entrada masiva de agua procedente del mar Mediterráneo, se ha producido la invasión de algunas especies no mediterráneas. Así, se ha detectado la presencia del cangrejo azul (Callinectes sapidus), procedente de las costas atlánticas americanas[61] y de la babosa bursatella (Bursatella leachii) que proviene del Mar Rojo.[62]

- Manifiesto del ecocidio mediante la mortandad masiva de fauna y flora marina, 12 y 13 de octubre de 2019: la degradación de la materia orgánica muerta en esta gran laguna costera, consecuencia a su vez de la larga eutrofización antes descrita, provocó un fenómeno de anoxia (falta de oxígeno) masiva en la cubeta norte del Mar Menor y en La Manga, con miles y miles de peces yendo a morir (picescidio), junto con crustáceos, a las orillas por falta de oxígeno en el agua, así como el aumento de la desaparición de la pradera marina. Este trágico episodio volvió a repetirse a finales de agosto del 2021 en otras zonas del Mar Menor, en la cubeta sur.

### Manifestaciones SOS Mar Menor
El 30 de octubre de 2019 una manifestación de colectivos sociales (vecinales, ecologistas, pescadores y otros diversos) llenó con unas 55.000 personas (estimación del CNP) las calles de Cartagena hasta llegar frente a la Asamblea regional, con la lectura de un manifiesto exigiendo un cambio de modelo agrario y urbanístico más sostenible, así como la protección efectiva por parte de las autoridades competentes (regionales, locales y nacionales).
En las mismas fechas el profesor Gilabert de la UPCT y miembro del Comité científico que asesora al gobierno regional, advierte de que la nueva llegada de fertilizantes (nitratos) tras la DANA de mediados de septiembre de 2019 en la zona, está disparando los niveles de turbidez por crecimiento de microalgas. 
Lo que está iniciando otro episodio del ecocidio del Mar Menor, la conocida desde 2016 como «sopa verde». Pero partiendo ahora de una situación peor  del mismo peor para la fauna  y praderas marinas, que la de 2016, que se ha manifestado en la anoxia masiva de peces, crustáceos y otros seres marinos en 2019 y 2021. A lo anterior, se ha sumado la mancha blanca,  con una ausencia total de vegetación marina (desaparición de la praderas marinas bajo ella y provocando condiciones anóxicas o de falta de oxígeno); incluso si desapareciera la mancha, esta dejaría secuelas en el ecosistema que dificultarían su regeneración, ya que los sedimentos acumulados en el fondo permanecerán, lo que significa que el sustrato seguirá sufriendo tensiones, dificultando el retorno de las praderas marinas. Asimismo se ha producido la proliferación de medusas, que limpian el mar de zooplancton, favorecido por los agronitratos). Por tanto, con consecuencias difíciles de prever pero en ningún caso positivas en el corto y medio plazo.
El 3 de octubre de 2022, se publicó en el Boletín oficial del Estado (BOE) la Ley 19/2022, de 30 de septiembre, para el reconocimiento de personalidad jurídica de ecosistema a la laguna del Mar Menor y su cuenca (LEPERJU).

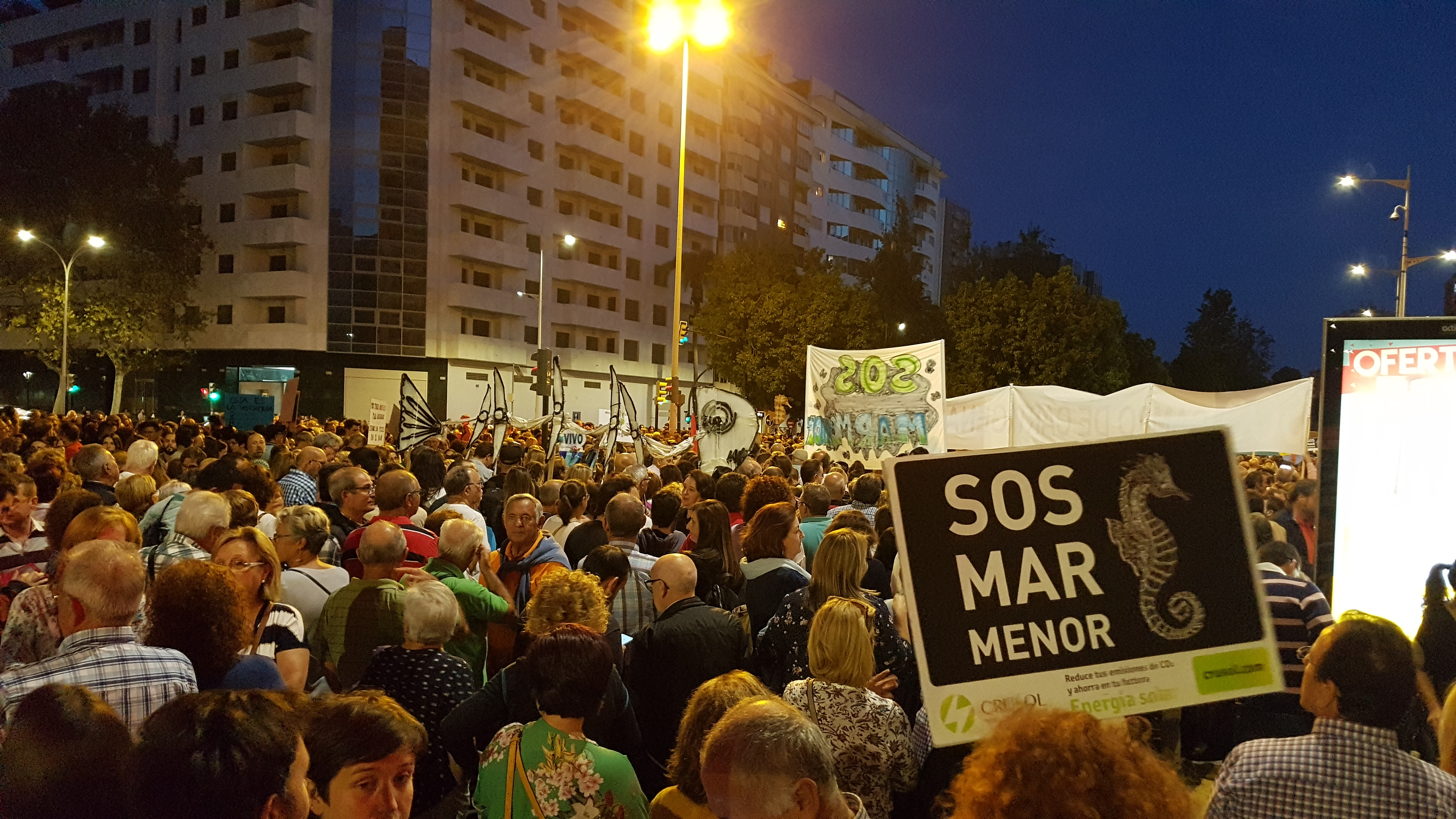
Manifestación con el lema SOS Mar Menor en octubre de 2019 en Cartagena
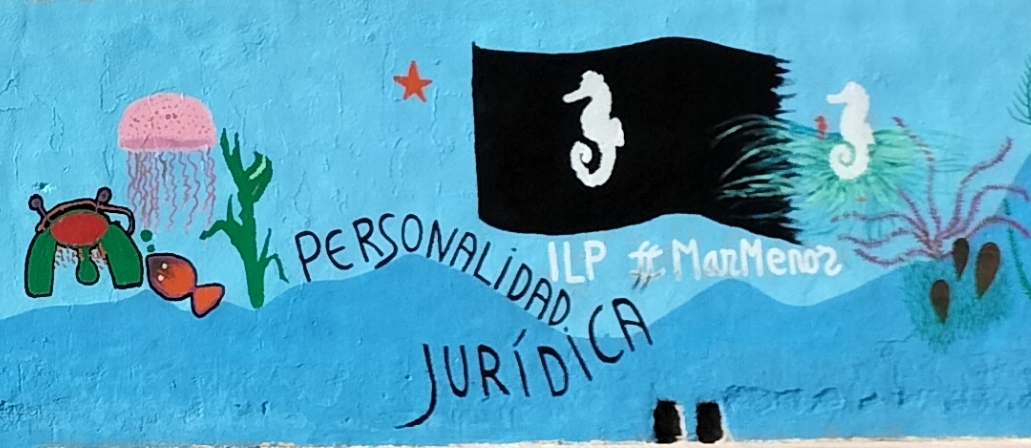
El Mar Menor tiene personalidad jurídica desde 2022.

## Navegación marítima
De acuerdo al artículo 7 ("Limitaciones y prohibiciones de fondeo") del Real Decreto 118/2024, de 30 de enero, por el que se establecen limitaciones a la navegación marítima para la protección y recuperación del Mar Menor:

1. Solo se permite el fondeo por tiempo prolongado o de temporada para buques y embarcaciones en el Mar Menor en los polígonos de fondeo debidamente autorizados y espacios permitidos de manera expresa de la franja litoral mediterránea de la Región de Murcia por el órgano autonómico competente.

2. El fondeo tradicional de buques y embarcaciones que habitualmente se produce en temporada estival, y que se efectúa en zonas próximas a la costa para disfrutar de una jornada de baño, descanso, o del entorno del Mar Menor, queda limitado a un máximo de 24 horas.
En cualquier caso, queda prohibido el fondeo en las siguientes zonas:
a) Las de especial protección de la biodiversidad marina, incluidas las praderas de fanerógamas marinas y sobre sustratos rocosos, así como zonas con presencia de nacras (Pinna nobilis).
b) Las de especial protección para las aves (ZEPA).
c) Las destinadas a uso de cultivos marinos notificadas y reflejadas en las correspondientes cartas náuticas.
d) Las delimitadas para su uso militar.

e) Aquellas que, de manera motivada, se acuerden por la Capitanía Marítima de Cartagena.

## Otras albuferas y lagunas litorales en el Mediterráneo
- Lago El Bibane
- Mar Chica
- Albufera de Elche
- Albufera de Valencia
- Albufera de Mallorca
- Albufera del Grao
- Albufera de Adra
- Laguna de Venecia
- Mar de Sivash
- Estanque de Molentargius y de Santa Gilla

## Galería

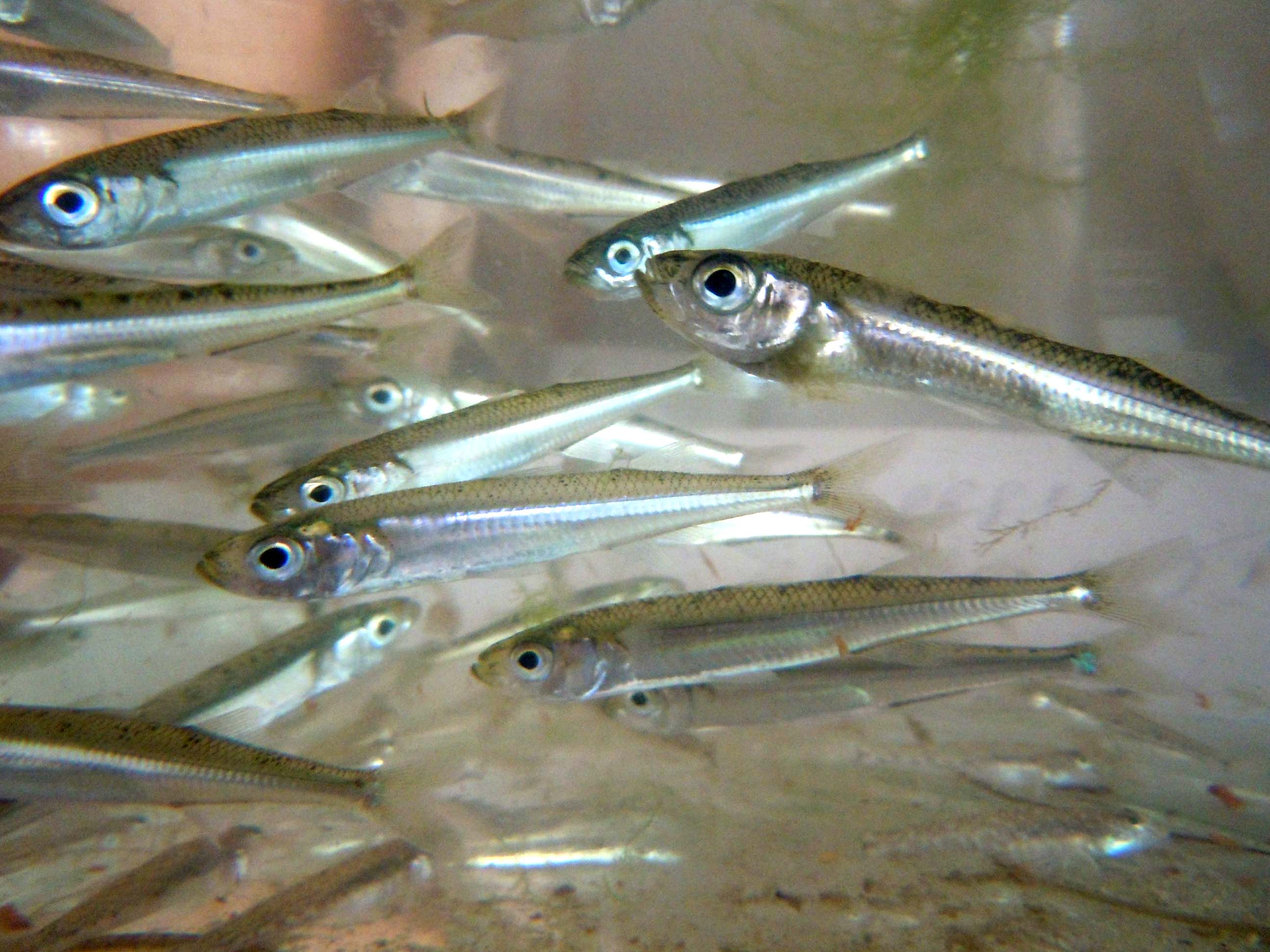
Chirretes
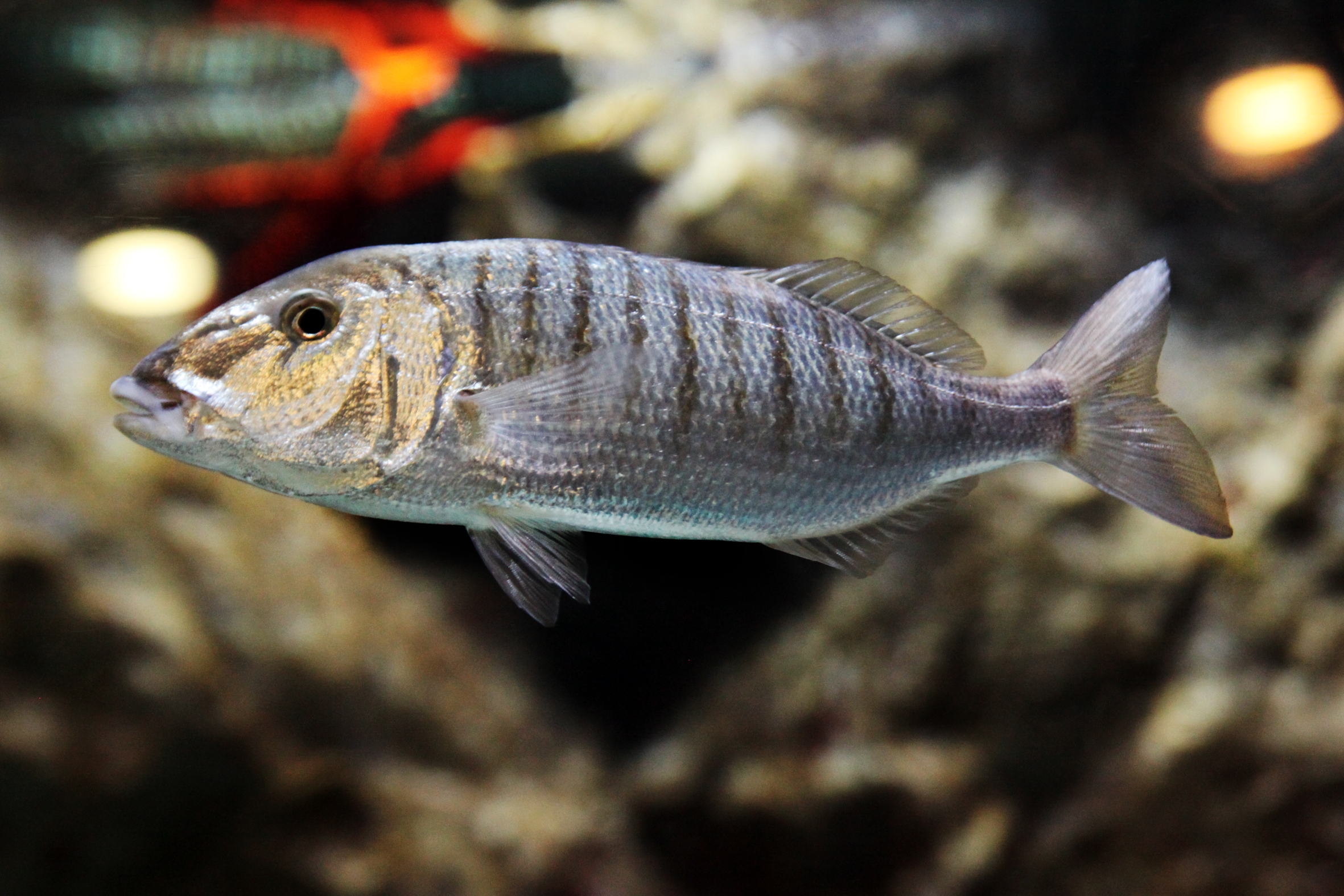
Magre